# 容祖兒李克勤演唱會
容祖兒李克勤世界巡迴演唱會，是香港女歌手容祖兒與香港男歌手李克勤合作演出的一次紅館售票演唱會。主辦機構為英皇娛樂、藝能製作，由亞洲萬里通主題贊助。
是次演唱會在2015年9月11日於香港開跑，舉行12場；及後走訪美國、中國、馬來西亞、新加坡、澳洲等地，歷時四年，合共演出32場。

## 簡介
容祖兒李克勤世界巡迴演唱會是容祖兒和李克勤自2004年的商台拉闊音樂會後相隔11年再度合作，二人更為此特別炮製新曲〈世界真細小〉，除了在網上取得近二百萬點擊率外，更斬獲勁歌「最佳合唱歌曲金獎」及「專業推介、叱咤十大」等多個獎項。是次演唱會以「愛情」為主題，圍繞「男人來自火星，女人來自金星」一說作延伸，由朱祖兒設計出一個「九大行星」舞台；演出前半段以歌唱為主，不設任何對話，僅以由林海峰灌錄的旁白連接各部分，是香港演唱會上較為罕見的安排。
2016年，二人參加內地音樂實境節目《我是歌手4》，大幅增加了其在國內的人氣及曝光率，隨即展開中國及世界巡唱。

## 發售
演唱會票價分別為港幣$780、$480和$280。首八場於2015年6月16日上午10時作中國建設銀行信用卡優先預訂，每人每次限購最多10張門票，於3小時內售罄；同日宣佈加開三場。6月18日，所有場次的門票在城市售票網公開發售，限購最多6張門票，於1小時內售罄。8月4日，演唱會宣佈終極加開9月22日一場，總場數增至十二場，並於翌日公開發售，15分鐘內售罄。

## 巡演地點
| 日期            | 城市       | 國家/地區            | 場地                             | 附註              |
| --------------- | ---------- | -------------------- | -------------------------------- | ----------------- |
| 第一階段 - 香港 |            |                      |                                  |                   |
| 2015年9月11日   | 香港       | 香港                 | 紅磡體育館                       |                   |
| 2015年9月12日   | 香港       | 香港                 | 紅磡體育館                       |                   |
| 2015年9月13日   | 香港       | 香港                 | 紅磡體育館                       |                   |
| 2015年9月14日   | 香港       | 香港                 | 紅磡體育館                       |                   |
| 2015年9月15日   | 香港       | 香港                 | 紅磡體育館                       |                   |
| 2015年9月16日   | 香港       | 香港                 | 紅磡體育館                       |                   |
| 2015年9月17日   | 香港       | 香港                 | 紅磡體育館                       |                   |
| 2015年9月18日   | 香港       | 香港                 | 紅磡體育館                       |                   |
| 2015年9月19日   | 香港       | 香港                 | 紅磡體育館                       | 第1度加場         |
| 2015年9月20日   | 香港       | 香港                 | 紅磡體育館                       | 第1度加場         |
| 2015年9月21日   | 香港       | 香港                 | 紅磡體育館                       | 第1度加場         |
| 2015年9月22日   | 香港       | 香港                 | 紅磡體育館                       | 第2度加場         |
| 第二階段 - 美國 |            |                      |                                  |                   |
| 2016年2月13日   | 拉斯維加斯 | 美国                 | The Palazzo Ballroom in Venetian |                   |
| 2016年2月14日   | 拉斯維加斯 | 美国                 | The Palazzo Ballroom in Venetian |                   |
| 2016年2月20日   | 康州       | 美国                 | Mohegan Sun Arena                |                   |
| 第三階段 - 亞洲 |            |                      |                                  |                   |
| 2016年4月2日    | 中山       | 中国大陆             | 中山市興中體育場                 | 四面臺 室外體育場 |
| 2016年5月28日   | 澳門       | 澳門                 | 金光綜藝館                       | 四面臺            |
| 2016年6月18日   | 北京       | 中国大陆             | 北京首都體育館                   | 四面臺            |
| 2016年6月25日   | 廣州       | 中国大陆             | 廣州國際體育演藝中心             | 四面臺            |
| 2016年7月16日   | 南寧       | 中国大陆             | 廣西體育中心體育館               | 四面臺            |
| 2016年8月13日   | 佛山       | 中国大陆             | 嶺南明珠體育館                   | 四面臺            |
| 2016年9月10日   | 東莞       | 中国大陆             | 東莞籃球中心體育館               | 四面臺            |
| 2016年9月24日   | 惠州       | 中国大陆             | 惠州市奧林匹克體育場             | 室外體育場        |
| 2016年10月8日   | 新加坡     | 新加坡               | 聖淘沙名勝世界會議中心           | 不作公開售票      |
| 2016年10月9日   | 新加坡     | 新加坡               | 聖淘沙名勝世界會議中心           |                   |
| 2016年10月15日  | 深圳       | 中国大陆             | 深圳灣體育中心                   | 四面臺            |
| 2016年11月4日   | 雲頂       | 马来西亚             | 雲頂雲星劇場                     |                   |
| 2016年11月5日   | 雲頂       | 马来西亚             | 雲頂雲星劇場                     |                   |
| 2017年1月7日    | 湛江       | 中国大陆             | 湛江奧林匹克體育中心體育場       | 室外體育場        |
| 2017年12月23日  | 澳門       | 澳門                 | 金光綜藝館                       | 加場              |
| 第四階段 - 澳洲 |            |                      |                                  |                   |
| 2017年10月4日   | 悉尼       |                      | Qudos Bank Arena                 |                   |
| 2017年10月6日   | 墨爾本     | Margaret Court Arena |                                  |                   |

## 表演曲目

### 香港站
| The Dispute 1. 前奏音樂（旁白：林海峰） 2. 未知 3. 請你早睡早起 4. 神魂顛倒 5. 逃 6. 嘭門 7. 逃 The Betrayal 1. 過場音樂（旁白：林海峰） 2. 一拍兩散/罪人 3. 偷偷摸摸 4. 16號愛人 5. 我不會唱歌（獨唱：容祖兒） 6. 破相（獨唱：李克勤） The Breakup 1. 過場音樂（旁白：林海峰） 2. 這麼近那麼遠（獨唱：容祖兒） 3. 心淡 4. 情非首爾/逃避你 5. 愛不釋手 6. 天窗 | The Venus 1. 過場音樂（旁白：林海峰） 2. Mad About You（獨唱：容祖兒） 3. 分身術（獨唱：容祖兒） 4. 習慣失戀（獨唱：容祖兒） 5. 飛花（獨唱：容祖兒） 6. 爭氣（獨唱：容祖兒） The Mars 1. 月半小夜曲（獨唱：李克勤） 2. 你最重要（獨唱：李克勤） 3. 痛愛（獨唱：李克勤） 4. 大會堂演奏廳（獨唱：李克勤） The Reunion 1. 過場音樂（旁白：林海峰） 2. 相愛很難 3. 世界真細小 4. 愛一個人 5. 合久必婚 6. 紙牌屋 First Encore 1. Medley: 1. 空港 2. 夏日之神話 3. 心花怒放 4. 護花使者 5. 隆重登場 6. 紅日 2. Encore環節 3. 刻不容緩 Second Encore (22/9) 1. 依然相愛 2. 我的驕傲 3. 只想您會意 4. 舊歡如夢 5. 萬千寵愛在一身 6. 特別嘉賓 7. 啜泣 8. 緣份 |

Encore環節備註：

- 第一場：藍月亮（容祖兒）、怯（李克勤）、特別嘉賓、一生不變、Medley: 高妹／高妹正傳
- 第二場：眷戀、女皇、深深深、想得太遠、搜神記、你是我的太陽（容祖兒）
- 第三場：女皇、一生不變、抱抱、依然相愛、怯
- 第四場：女皇、回首、Medley: 高妹／高妹正傳、深深深、連續劇
- 第五場：只想您會意、華麗邂逅、一生不變、阿門、舊歡如夢、依然相愛
- 第六場：連續劇、一個人飛、花千樹、深深深
- 第七場：Medley: 高妹／高妹正傳、我的驕傲、告別校園時、怯、深深深、抱抱、一生不變
- 第八場：獨照、一生想您、世上只有、你是我的太陽、愛情陷阱（譚詠麟合唱）、女皇、一生不變
- 第九場：這分鐘更愛你、告別校園時、怯、深深深、女皇
- 第十場：女皇、一千零一夜、富士山下、愛一個上一課
- 第十一場：牆紙、好戲之人、搜神記、一千零一夜、女皇、深深深、怯、一生不變
- 第十二場：女皇、Medley: 高妹／高妹正傳、花千樹、告別校園時、怯、深深深、沒有你贏了世界又如何

### 澳門站
1. OVERTURE
2. 未知 (JH)
3. 請你早睡早起 (JH)
4. 神魂顛倒 (JH)
5. 逃 (JH)
6. 嘭門 (JH)
7. 逃 (JH)
8. 一拍兩散/罪人 (JH)
9. 深深深 (JH)
10. 心淡 (JH)  + Talk
11. 愛不釋手 (JH)
12. 痛愛 (JH)
13. 我不會唱歌 (J)
14. 醜八怪 (H)
15. 想着你的感覺 (J)
16. 說好的幸福呢 (JH)
17. 天梯 (H)
18. 分身術 (J) + Talk
19. 無人知道雙子座 (J)
20. 爭氣 (J)
21. 月半小夜曲 (H) + Talk
22. 告別校園時 (H) + Talk
23. 大會堂演奏廳 (H)
24. 世界真細小 (JH)
25. 愛一個人 (JH)
26. 合久必婚 (JH) + Talk
27. 紙牌屋 (JH)
28. Medley : 另眼相看/夏日之神話/心花怒放/護花使者/隆重登場/紅日 (JH)
29. 獨照 (J)
30. 只想你會意 (JH)
31. 一生想你 (H)
32. 女皇 (J)
33. 一生不變 (H)
34. 高妹 / 高妹正傳 (JH)
35. 怯 (J)
36. 萬千寵愛在一身 (JH)
37. 刻不容緩 (JH)

### 馬來西亞站
4/11/2016
1. OVERTURE
2. 未知 (JH)
3. 請你早睡早起 (JH)
4. 神魂顛倒 (JH)
5. 逃 (JH)
6. 嘭門 (JH)
7. 逃 (JH)
8. 一拍兩散/罪人 (JH)
9. 深深深 (JH)
10. 心淡 (JH)
11. 高妹/高妹正传 (JH)
12. 痛愛 (JH)
13. 我不會唱歌 (J)
14. 醜八怪 (H)
15. 突然想爱你 (J)
16. 說好的幸福呢 (JH)
17. 天梯 (H)
18. 分身術 (J)
19. 新贵(J)
20. 爭氣 (J)
21. 飞花 (H)
22. 一个都不能少 (H)
23. 大會堂演奏廳 (H)
24. 相爱很难 (JH)
25. 合久必婚 (JH)
26. 世界真细小 (JH)
27. Medley: 另眼相看/夏日之神話/心花怒放/護花使者/隆重登場/紅日 (JH)
28. 万千宠爱在一身
29. 损友
30. 当找到你
31. 爱不释手
32. 连续剧
33. 富士山下
34. 16号爱人
35. 月半小夜曲
36. 我的骄傲
37. 刻不容缓

5/11/2016
1. OVERTURE
2. 未知 (JH)
3. 請你早睡早起 (JH)
4. 神魂顛倒 (JH)
5. 逃 (JH)
6. 嘭門 (JH)
7. 逃 (JH)
8. 一拍兩散/罪人 (JH)
9. 深深深 (JH)
10. 心淡 (JH)
11. 高妹/高妹正传 (JH)
12. 痛愛 (JH)
13. 我不會唱歌 (J)
14. 醜八怪 (H)
15. 突然想爱你 (J)
16. 說好的幸福呢 (JH)
17. 天梯 (H)
18. 分身術 (J)
19. 新贵(J)
20. 爭氣 (J)
21. 爱不释手 (H)
22. 一个都不能少 (H)
23. 大會堂演奏廳 (H)
24. 相爱很难 (JH)
25. 合久必婚 (JH)
26. 世界真细小 (JH)
27. Medley: 另眼相看/夏日之神話/心花怒放/護花使者/隆重登場/紅日 (JH)
28. 只想你会意
29. 独照
30. 当找到你
31. 损友
32. 一生不变
33. 连续剧
34. 告别校园时
35. 习惯失恋
36. 月半小夜曲
37. 我的骄傲
38. 刻不容缓

## 影音產品

### 推出版本
- 3CD+3DVD[6]
- Blu-Ray[7]

### 所獲獎項
- YesAsia華語音樂銷售榜2015——十大華語演唱會 第十位[8]
- YesAsia華語音樂銷售榜2016——十大華語演唱會 第一位[9]
- IFPI香港唱片銷量大獎2016——最暢銷本地現場錄製音像出品
- IFPI香港唱片銷量大獎2016——全年最高銷量本地現場錄製音像出品[10]

### 收錄曲目
01. Overture

02. 未知 

03. 請你早睡早起 

04. 神魂顛倒 

05. 逃 

06. 嘭門 

07. 逃 

08. 一拍兩散/罪人 

09. 偷偷摸摸 

10. 16號愛人 

11. 我不會唱歌 

12. 破相 

13. 這麼近那麼遠

14. 心淡 

15. 情非首爾 

16. 愛不釋手 

17. 天窗 

18. Mad About You

19. 分身術 

20. 習慣失戀 

21. 飛花 

22. 爭氣 

01. 月半小夜曲 

02. 你最重要 

03. 痛愛 

04. 大會堂演奏廳 

05. 相愛很難 

06. 世界真細小 

07. 愛一個人 

08. 合久必婚 

09. 紙牌屋 

10. Medley : 空港/夏日之神話/心花怒放/護花使者/隆重登場/紅日 

01. 女皇 

02. 高妹/高妹正傳 

03. 告別校園時 

04. 怯 

05. 深深深 

06. 沒有你嬴了世界又如何 

07. 刻不容緩

08. 依然相愛 

09. 我的驕傲 

10. 只想你會意 

11. 啜泣 

12. 緣份 

Bonus Tracks 

13. 一千零一夜 

14. 愛一個上一課 

15. 富士山下 

16. 牆紙 

17. 好戲之人 

01. Overture

02. 未知 

03. 請你早睡早起 

04. 神魂顛倒 

05. 逃 

06. 嘭門 

07. 逃 

08. 一拍兩散/罪人 

09. 偷偷摸摸 

10. 16號愛人 

11. 我不會唱歌 

12. 破相 

13. 這麼近那麼遠

14. 心淡 

15. 情非首爾 

16. 愛不釋手 

17. 天窗 

18. Mad About You

19. 分身術 

20. 習慣失戀 

21. 飛花 

22. 爭氣 

01. 月半小夜曲 

02. 你最重要 

03. 痛愛 

04. 大會堂演奏廳 

05. 相愛很難 

06. 世界真細小 

07. 愛一個人 

08. 合久必婚 

09. 紙牌屋 

10. Medley : 空港/夏日之神話/心花怒放/護花使者/隆重登場/紅日 

01. 女皇 

02. 高妹/高妹正傳 

03. 告別校園時 

04. 怯 

05. 深深深 

06. 沒有你嬴了世界又如何 

07. 刻不容緩

08. 依然相愛 

09. 我的驕傲 

10. 只想你會意 

11. 啜泣 

12. 緣份 

Bonus Tracks 

13. 一千零一夜 

14. 愛一個上一課 

15. 富士山下 

16. 牆紙 

17. 好戲之人 

特別現場版 CD Bonus Track 

18. 搜神記 

19. 一生不變 

20. 花千樹 

21. 舊歡如夢 

22. 萬千寵愛在一身 

23. 特別嘉賓 